# Водне поло на Чемпіонаті світу з водних видів спорту 2009
Змагання з водного поло на Чемпіонаті світі з водних видів спорту 2009 тривали з 19 липня до 1 серпня 2009 року в спортивному комплексі Італійський форум e Римі (Італія).

## Медалісти

### Чоловіки
| Золото | Срібло | Бронза |
| Сербія Слободан Соро Марко Аврамович Живко Гоцич Ваня Удовичич Славко Ґак Душко Пієтлович Слободан Нікич Мілан Алексич Нікола Раджен Філіп Філіпович Андрія Прлайнович Стефан Митрович Гойко Пієтлович Тренер: Деян Удовичич | Іспанія Іньякі Агілар Маріо Хосе Гарсія Давід Мартін Блай Малларах Гільєрмо Моліна Марк Мінгель Іван Гальєго Альберт Еспаньйоль Хав'єр Вальєс Феліпе Перроне Іван Перес Хав'єр Гарсія Даніель Лопес Тренер: Рафаель Агілар | Хорватія Іво Брзиця Дамір Бурич Міхо Бошкович Нікша Добуд Іван Булюбашич Срдан Антонієвич Франо Карач Андро Бушлє Сандро Сукно Самір Барач Ігор Гінич Пауло Обрадович Йосип Павич Тренер: Ратко Рудич |

### Жінки
| Золото | Срібло | Бронза |
| США Бетсі Армстронг Гезер Петрі Бріттані Гейз Бренда Вілла Лорін Венґер Таня Ґенді Келлі Ралон Джессіка Стеффенс Елсі Вайндс Алісон Ґреґорка Морія Ван Норман Кемерін Крейґ Джеймі Гіпп Тренер: Адам Крікорян | Канада Рейчел Рідделл Крістіна Алоґбо Катріна Монтон Емілі Сікос Джоелл Бехазі Вітні Дженовей Росанна Томюк Домінік Перро Кармен Еґґенс Крістін Робінсон Тара Кемпбелл Маріна Раду Марісса Янссенс Тренер: Патрік Оутен | Росія Євгенія Проценко Надія Глизіна-Федотова Катерина Прокоф'єва Софія Конух Альона Вилегжаніна Наталія Рижова-Аленічева Катерина Лісунова Євгенія Соболєва Ганна Тимофєєва Ольга Бєляєва Євгенія Іванова Юлія Гауфлер Марія Ковтуновська Тренер: Олександр Кабанов |